# Campionati jugoslavi di sci alpino 1986
Ai Campionati jugoslavi di sci alpino 1986 furono assegnati i titoli di discesa libera, supergigante, slalom gigante, slalom speciale e combinata, sia maschili sia femminili.

## Risultati
| Specialità      | Uomini          | Donne          |
| --------------- | --------------- | -------------- |
| Discesa libera  | Robert Brudar   | Nataša Bokal   |
| Supergigante    | Tomaž Čižman    | Mateja Svet    |
| Slalom gigante  | Rok Petrovič    | Mateja Svet    |
| Slalom speciale | Bojan Križaj    | Veronika Šarec |
| Combinata       | Urban Planinšek | Nataša Bokal   |